# UFC 294
UFC 294: Makhachev vs. Volkanovski 2 fue un evento de artes marciales mixtas producido por Ultimate Fighting Championship que tuvo lugar el 21 de octubre de 2023 en el Etihad Arena en Abu Dhabi, Emiratos Árabes Unidos.

## Antecedentes
El evento marcó la 18.ª visita de la promoción a Abu Dabi y la primera desde UFC 280 en octubre de 2022.
Se esperaba que el combate por el Campeonato de Peso Ligero entre el actual campeón Islam Makhachev y Charles Oliveira encabezara el evento. Ambos se enfrentaron previamente en UFC 280 un año antes, donde Makhachev ganó el título vacante por sumisión en el segundo asalto. Sin embargo, Oliveira se retiró del combate once días antes del evento debido a una lesión y fue sustituido por el Campeón de Peso Pluma de la UFC Alexander Volkanovski. Fue la primera vez que campeones de diferentes divisiones se enfrentaron en una revancha por el mismo título y la novena vez en total que campeones de diferentes divisiones lucharon por el mismo título, después de UFC 94, UFC 205, UFC 226, UFC 232, UFC Fight Night: Cejudo vs. Dillashaw, UFC 274, UFC 259, UFC 259, UFC 205, UFC 232, UFC 232, UFC Fight Night: Cejudo vs. Dillashaw, UFC 259, UFC 277 y UFC 284, este último fue el evento en el que Makhachev derrotó a Volkanovski por decisión unánime. De haber tenido éxito, Volkanovski se hubiera convertido en el cuarto hombre en ser campeón en dos divisiones simultáneamente y quinto peleador en general (después de Conor McGregor en UFC 205, Daniel Cormier en UFC 226, Amanda Nunes en UFC 232 y UFC 277, y Henry Cejudo en UFC 238), así como la octava persona en general en ganar un título en diferentes divisiones. Mateusz Gamrot sirvió como respaldo y potencial reemplazo para este combate.
Se esperaba un combate de peso medio entre Ikram Aliskerov y Nassourdine Imavov para este evento. Sin embargo, Imavov se retiró por problemas de visa y fue sustituido por Warlley Alves.
Se esperaba un combate de peso medio entre Paulo Costa y Khamzat Chimaev para este evento. Sin embargo, Costa se retiró diez días antes del evento tras someterse a una operación en el codo y fue sustituido por Kamaru Usman.
En el pesaje, Victoria Dudakova pesó 116.6 libras, 0.6 libras por encima del límite de peso paja. Mike Breeden pesó 159.5 libras, un kilo y medio por encima del límite de peso ligero. Dudakova fue multada con el 20% de su bolsa y Breeden con el 30%, que fue a parar a manos de sus oponentes, Jinh Yu Frey y Anshul Jubli, respectivamente.

## Resultados
1. ↑  Por el Campeonato de Peso Ligero de la UFC.
2. ↑  Un rodillazo ilegal hizo que Walker no pudiera continuar por orden médica.
3. ↑  Un golpe accidental en la ingle impidió a Henry continuar.

## Premios de bonificación
Los siguientes luchadores recibieron bonificaciones de $50000 dólares.
- Pelea de la Noche: No se concedió ninguna bonificación.
- Actuación de la Noche: Islam Makhachev, Ikram Aliskerov, Said Nurmagomedov, y Muhammad Mokaev